# Zakrzewska Wola (powiat grójecki)
Zakrzewska Wola – wieś sołecka w Polsce położona w województwie mazowieckim, w powiecie grójeckim, w gminie Grójec.
W latach 1975–1998 miejscowość należała administracyjnie do województwa radomskiego.
We wsi znajduje się dawny przystanek kolejowy Lesznowola na linii Kolei Grójeckiej, który od 1914 do 1991 roku obsługiwał rozkładowy ruch pasażerski.